# Amphioctopus
Amphioctopus is een geslacht van inktvissen uit de familie van Octopodidae.

## Soorten
- Amphioctopus aegina (Gray, 1849)
- Amphioctopus arenicola Huffard & Hochberg, 2005
- Amphioctopus burryi (Voss, 1950)
- Amphioctopus exannulatus (Norman, 1993)
- Amphioctopus fangsiao (d'Orbigny [in Férussac & d'Orbigny], 1839-1841)
- Amphioctopus kagoshimensis (Ortmann, 1888)
- Amphioctopus marginatus (Taki, 1964)
- Amphioctopus membranaceus (Quoy & Gaimard, 1832)
- Amphioctopus mototi (Norman, 1993)
- Amphioctopus neglectus (Nateewathana & Norman, 1999)
- Amphioctopus ovulum (Sasaki, 1917)
- Amphioctopus polyzenia (Gray, 1849)
- Amphioctopus rex (Nateewathana & Norman, 1999)
- Amphioctopus robsoni (Adam, 1941)
- Amphioctopus siamensis (Nateewathana & Norman, 1999)
- Amphioctopus varunae (Oommen, 1971)

### Taxon inquirendum
- Amphioctopus carolinensis (Verrill, 1884)
- Amphioctopus granulatus (Lamarck, 1798)

### Nomen dubium
- Amphioctopus pulcher (Brock, 1887)

### Synoniemen
- Amphioctopus areolatus (de Haan [in Férussac & d'Orbigny], 1839-1841) => Amphioctopus fangsiao (d'Orbigny [in Férussac & d'Orbigny], 1839-1841)